# Pegoplata laotudingga
Pegoplata laotudingga är en tvåvingeart som beskrevs av Zheng och Xue 2002. Pegoplata laotudingga ingår i släktet Pegoplata och familjen blomsterflugor.
Artens utbredningsområde är Liaoning (Kina). Inga underarter finns listade i Catalogue of Life.